# Stauwehr Krün
Das Stauwehr Krün ist ein Wehr bei Krün am Oberlauf der Isar und führt den größte Teil des Wassers über die Isarüberleitung dem Walchensee zu. Dieser dient als Oberwasserbecken des Walchenseekraftwerks. Auf dem Weg zum Walchensee passiert das Wasser auch das Kraftwerk Obernach.

## Geschichte
Nach dem Bau des Wehrs im Jahr 1924 litt die Isar unterhalb der Anlage häufig unter Wassermangel: Seit 1990 muss der Betreiber eine Mindestmenge an Wasser in den ursprünglichen Flussverlauf fließen lassen (je nach Jahreszeit zwischen 3 und 4,8 m³/s).
Um die fünf Meter Höhenunterschied des Restwassers am Wehr nutzen zu können, wurde ebenfalls 1990 ein kleines Wasserkraftwerk errichtet: Die früher von E.ON Wasserkraft, seit 2016 von Uniper Kraftwerke GmbH betriebene Anlage hat eine maximale Leistung von 200 Kilowatt. Seit Dezember 2022 gehört das Kraftwerk als Teil der Uniper Holding GmbH als indirekte Folge des russischen Überfalls auf die Ukraine zu 99,12 % dem deutschen Staat.
2012 wurde für insgesamt 700.000 Euro eine Fischtreppe mit 65 Kammern errichtet, um das Wehr für Fische passierbar zu machen.